# Hassan Ali Bechara
Hassan Ali Bechara (* 17. März 1945 in Beirut; † 24. Juli 2017) war ein libanesischer Ringer. Er gewann bei den Olympischen Spielen 1980 eine Bronzemedaille im griechisch-römischen Stil im Superschwergewicht.

## Werdegang
Unmittelbar nach dem Zweiten Weltkrieg bildete sich im Libanon eine starke Ringermannschaft im griechisch-römischen Stil, die bei internationalen Meisterschaften mehrere Medaillen gewann. Hassan Ali Bechara setzte in den 1970er und 1980er Jahren diese Tradition fort. Der als Erwachsener bei einer Größe von 1,80 Metern ca. 100 kg wiegende Athlet startete im Schwergewicht oder im Superschwergewicht. Er startete fast ausschließlich im griechisch-römischen Stil, nur bei einigen regional begrenzten Meisterschaften startete er auch im Freistil.
Der erste Start von ihm bei einer internationalen Meisterschaft erfolgte bereits bei den Olympischen Spielen 1968 in Mexiko-Stadt. Im Schwergewicht (damals über 97 kg Körpergewicht) verlor er dabei gegen Constantin Bușoiu aus Rumänien und Petr Kment aus der Tschechoslowakei und kam auf den 12. Platz. Ähnlich erging es ihm bei der Weltmeisterschaft 1970 in Edmonton. Im Schwergewicht (nunmehr bis 100 kg Körpergewicht) verlor er gegen Wacław Orłowski aus Polen und Rudolf Lüscher aus der Schweiz und belegte damit den 10. Platz. Bei der Weltmeisterschaft 1971 in Sofia gelang ihm ein erster Sieg. Er schlug Khalid Hamad aus dem Irak nach Punkten. Anschließend musste er wegen einer Verletzung aufgeben und konnte sich damit nicht platzieren.
Auch bei den Olympischen Spielen 1972 in München blieb Hassan Ali Bechara im Superschwergewicht (über 100 kg Körpergewicht) unplatziert, weil er nach einem Unentschieden gegen Rudolf Lüscher die Konkurrenz wegen einer Verletzung nicht fortsetzen konnte. Bei der Weltmeisterschaft 1973 in Teheran verlor er im Superschwergewicht gegen Schota Morschiladse aus der Sowjetunion und gegen Peter Kment und belegte damit den 9. Platz.
Danach startete Hassan Ali Bechara einige Jahre nicht mehr bei Weltmeisterschaften. Auch bei den Olympischen Spielen 1976 war er nicht am Start. 1975 hatte er aber bei den Mittelmeerspielen in Algier im Superschwergewicht seine erste internationale Medaille gewonnen. Er belegte im Superschwergewicht hinter Ömer Topuz aus der Türkei und dem Jugoslawen Dandji den dritten Platz. Noch etwas besser schnitt er bei den Mittelmeer-Spielen 1979 in Split im Superschwergewicht im freien Stil ab. Er belegte dort hinter Hussein Cokal aus der Türkei den zweiten Platz.
1980 nahm Bechara in Moskau zum dritten Mal an Olympischen Spielen teil. Er startete dort im Superschwergewicht im griechisch-römischen Stil. In seinem ersten Kampf wurde er dort Sieger über Antonio Lapenna aus Italien, dann verlor er gegen Artur Diaz aus Kuba nach Punkten. In der dritten Runde hatte er Freilos. Artur Diaz, der gegen Bechara in der zweiten Runde siegte, verlor in der ersten Runde gegen Alexandar Tomow aus Bulgarien und in der dritten Runde gegen Oleksandr Koltschynskyj aus der Sowjetunion. Durch diese Niederlagen schied er nach der dritten Runde aus. Nach der dritten Runde waren nur noch Tomow, Koltschynskyj und Bechara im Wettbewerb. Bechara verlor anschließend gegen beide Ringer, hatte aber durch diese glücklichen Umstände schon eine olympische Bronzemedaille gewonnen. Dies war die vorerst letzte Medaille, die von einem libanesischen Ringer bei Olympischen Spielen oder Weltmeisterschaften gewonnen wurde.
1983 und 1992 startete Hassan Ali Bechara noch bei arabischen Meisterschaften bzw. den arabischen Spielen und erreichte dort gute Ergebnisse.

## Internationale Erfolge
| Jahr | Platz  | Wettbewerb                            | Gewichtsklasse |             | |
| ---- | ------ | ------------------------------------- | -------------- | ----------- | --- |
| 1968 | 12.    | OS in Mexiko-Stadt                    | GR             | Schwer      | nach Niederlagen gegen Constantin Bușoiu, Rumänien u. Petr Kment, ČSSR                                                                             |
| 1970 | 10.    | WM in Edmonton                        | GR             | Schwer      | nach Niederlagen gegen Wacław Orłowski, Polen u. Rudolf Lüscher, Schweiz                                                                           |
| 1971 | unpl.  | WM in Sofia                           | GR             | Schwer      | nach einem Sieg über Khalid Hamad, Irak u. einer Niederlage gegen Marin Kolew, Bulgarien, Aufgabe wegen Verletzung                                 |
| 1972 | unpl.  | OS in München                         | GR             | Schwer      | nach einem Unentschieden gegen Rudolf Lüscher Aufgabe wegen Verletzung                                                                             |
| 1973 | 9.     | WM in Teheran                         | GR             | Superschwer | nach Niederlagen gegen Schota Morschiladse, UdSSR u. Petr Kment                                                                                    |
| 1975 | 3.     | Mittelmeer-Spiele in Algier           | GR             | Superschwer | hinter Ömer Topuz, Türkei u. Dandji, Jugoslawien                                                                                                   |
| 1979 | 6.     | Mittelmeer-Spiele in Split            | GR             | Superschwer | Sieger: Prvoslav Ilić, Jugoslawien vor Kenan Ege, Türkei                                                                                           |
| 1979 | 2.     | Mittelmeer-Spiele in Split            | F              | Superschwer | hinter Hussein Cokal, Türkei, vor Dimitrios Spiridopoulos, Griechenland                                                                            |
| 1980 | Bronze | OS in Moskau                          | GR             | Superschwer | mit einem Sieg über Antonio Lapenna, Italien u. Niederlagen gegen Arturo Diaz, Kuba, Alexandar Tomow, Bulgarien und Oleksandr Koltschynskyj, UdSSR |
| 1983 | 2.     | Arabische Meisterschaft in Casablanca | F              | Superschwer | hinter Khalid Hamad, Irak, vor Munji Al-Jamali, Tunesien                                                                                           |
| 1983 | 3.     | Arabische Meisterschaft in Casablanca | GR             | Superschwer | hinter Farhan Jassin, Irak u. Ali Gharbi, Tunesien                                                                                                 |
| 1992 | 5.     | Arabische Spiele in Damaskus          | GR             | Superschwer | hinter Hamdan Ramdoun, Syrien, Omrane Ayari, Tunesien, Hassan Haddad, Ägypten u. Yussuf Alkhoran, Königreich von Arabien                           |

Anm.: F = freier Stil, GR = griechisch-römischer Stil, Schwergewicht, bis 1968 über 97 kg, ab 1969 bis 100 kg Körpergewicht, Superschwergewicht, ab 1969 über 100 kg Körpergewicht